# Nagyoroszi
Nagyoroszi – wieś i gmina w północnej części Węgier, w pobliżu miasta Rétság. Gmina Nagyoroszi liczy 2116 mieszkańców (styczeń 2011) i zajmuje obszar 40,03 km².
Miejscowość leży na obszarze Średniogórza Północnowęgierskiego, w pobliżu granicy ze Słowacją. Administracyjnie należy do powiatu Rétság, wchodzącego w skład komitatu Nógrád.